# .224 ボズ弾
.224 ボズ弾（.224ボズだん、英: .224 BOZ弾）は、イギリスのシビル・ディフェンス・サプライ社が開発したボトルネック形状の薬莢を持つ小口径高速弾である。

## 概要

### 開発経緯
1990年代、イギリスの警察向けや軍の対テロ特殊作戦部隊向けの弾薬として同社によって開発され、防弾チョッキを着用したターゲットに対しても十分な貫通能力を備えた弾薬として完成した。
本弾薬は、既存の弾薬の薬莢をネックダウンして利用するワイルドキャット・カートリッジとして開発が進められ、10mm オート弾をペアレント・ケース（母体薬莢）にネックダウンした第一世代の.224 ボズ弾が完成する。その後の2010年代には、薬莢の直径が小さい9x19mmパラベラム弾をペアレント・ケースとした改良型である第二世代の.224 ボズ弾が製造された。

### 現在

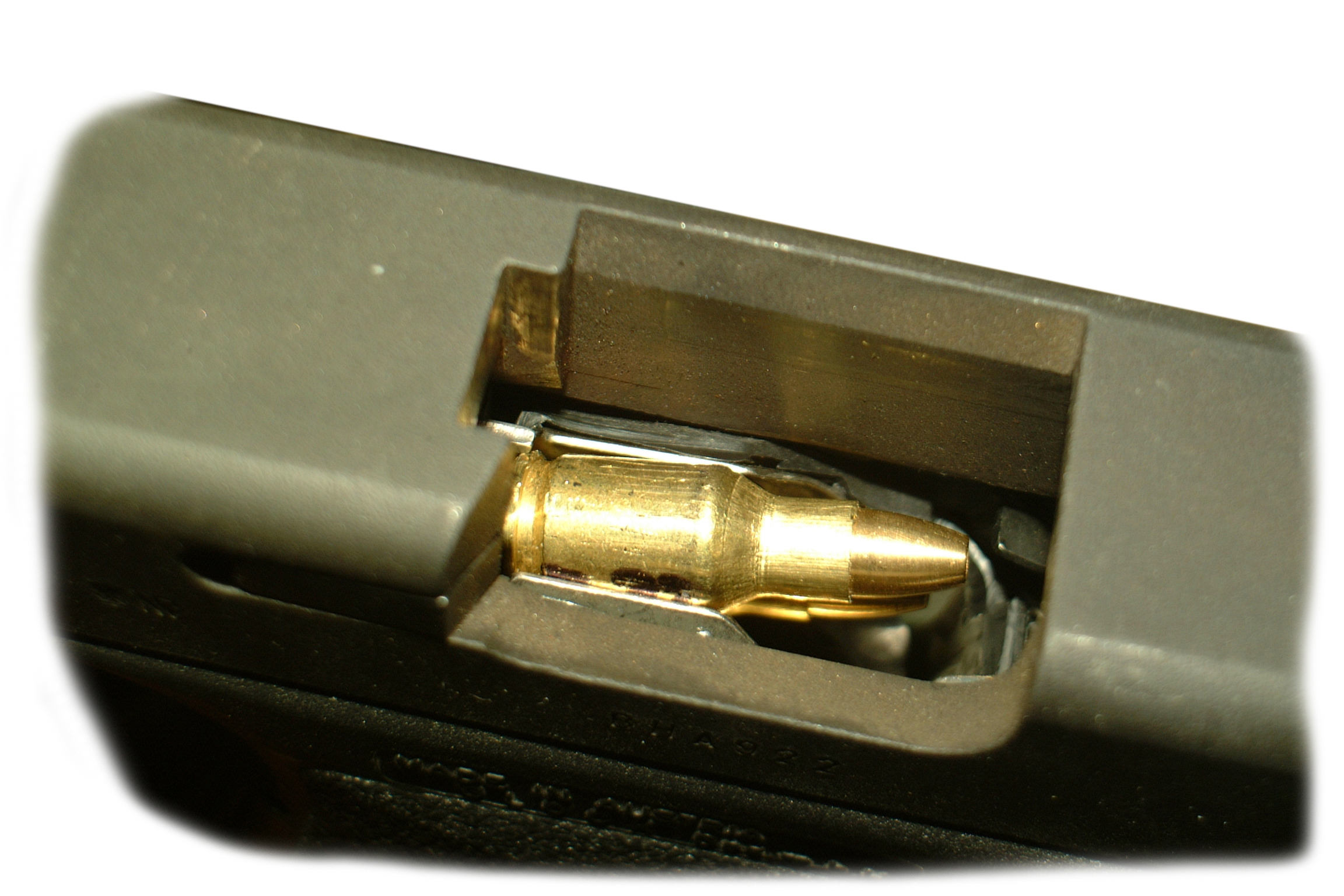
グロックピストルのチェンバー内に装填された.224 ボズ弾

元々、特殊部隊向けに貫通能力に長けた弾薬として開発されただけに、本弾薬は一般には市販される事は基本的に無い。イギリス軍でかつて行われたテストにおいては、専用に改造が成されたグロック17とH&K MP5を用いてテストが行われた。しかしながら、本弾薬は2019年現時点まで、制式採用されていないため、本弾薬を使用するオリジナルモデルを製造する大手銃器メーカーは無いという。

## 他の表記法
5.68x23mm ボズ弾